# آیزاک سینگر
آیزاک سینگر (به انگلیسی: Isaac Singer) (تولد ۹ فوریه ۱۸۴۶ در پیتستاون، نیویورک - مرگ ۲۹ دسامبر ۱۹۲۹ در پینتون) مهندس مکانیک، مخترع، هنرپیشه و کارآفرین آمریکایی بود که به خاطر اختراع نخستین چرخ خیاطی ( با همکاری الیاس هاو و والتر هانت)؛ و نیز بنیانگذاری سینگر معروف است.